# Distrito Delegado de Juanjuicillo
Juanjuicillo es uno de los lugares más representativos de la ciudad de Juanjuí, de la Provincia de Mariscal Cáceres, en el Perú.

## Ubicación
Se encuentra ubicada en la zona sur de Juanjuí, con una distancia aproximada de 1 km del centro de la ciudad, al margen derecho de la Quebrada Juanjuicillo.
Concentra a un gran número de la población después del centro histórico

## Historia
La historia de Juanjuí como pueblo y posteriormente como ciudad está muy ligada a la de este distrito, dado que incluso mucho antes de la fundación oficial de Juanjuí ya existía este lugar, conformado en ese entonces mayoritariamente por indios propiamente de la zona y algunos de otros lugares como de Lamas. Actualmente es una zona próspera en vías de un mayor desarrollo.

## Transporte
- Datos: Q5808749